# Leucinodes unilinealis
Leucinodes unilinealis là một loài bướm đêm trong họ Crambidae.